# Rally d'Alsazia

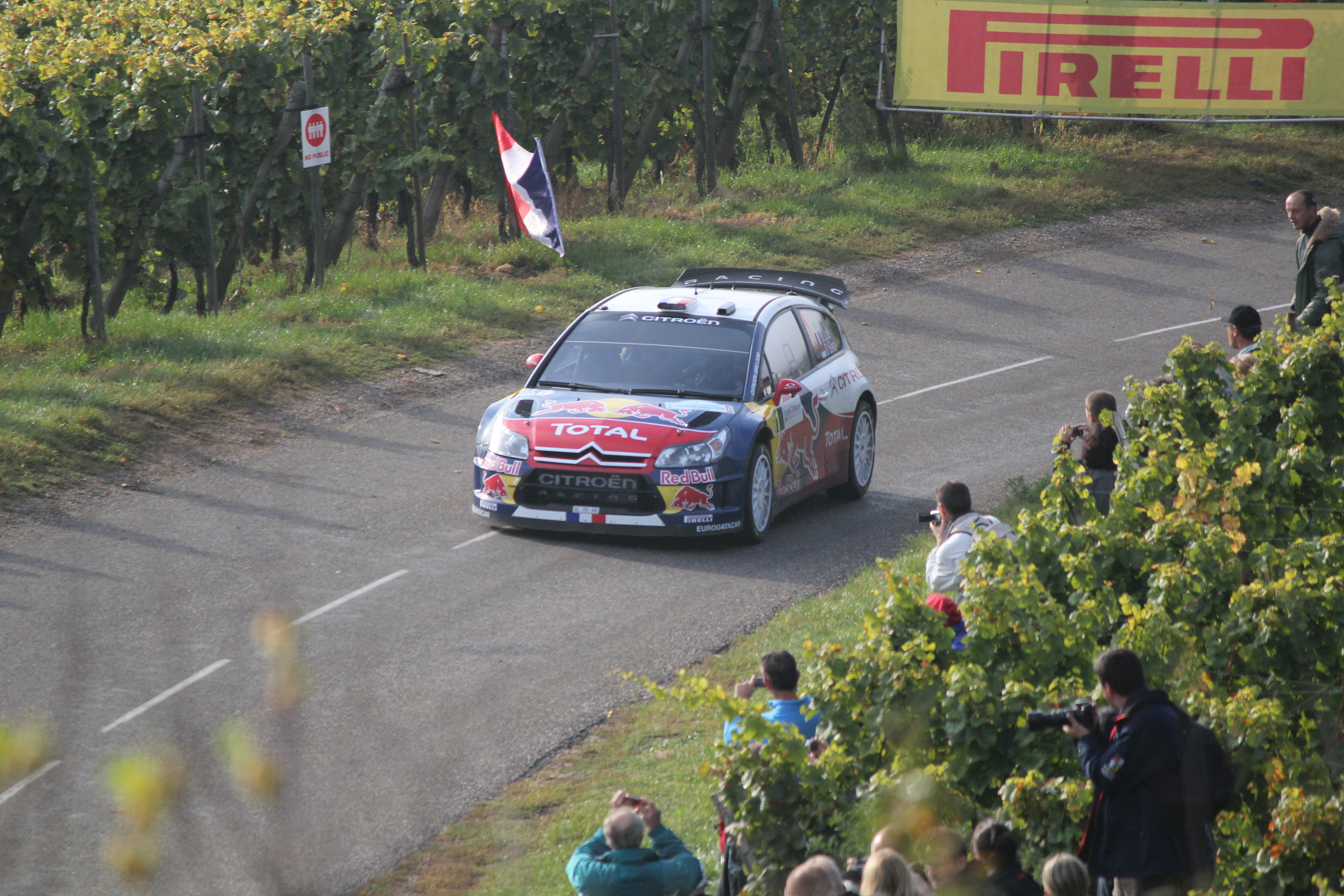
Sébastien Loeb al rally del 2010

Il Rally d'Alsazia (o anche Rally di Francia - Alsazia), è una competizione di rally che si disputa in Alsazia, regione della Francia. Nel 2010 ha ospitato la tappa francese del campionato mondiale rally 2010, rimpiazzando il Tour de Corse.

## Storia
La prima edizione è stata vinta dal pluri campione del mondo Sébastien Loeb, mentre la competizione del 2011 è stata caratterizzata dal ritiro a causa di un problema al motore dello stesso Loeb, e successivamente è stata vinta dal connazionale Sébastien Ogier. La competizione del 2012 viene vinta ancora una volta da Sebastien Loeb, che grazie a questa vittoria si aggiudica il campionato del mondo rally 2012.

## Albo d'oro
| Anno           | Denominazione                | Pilota             | Co-pilota        | Vettura               | Validità |
| -------------- | ---------------------------- | ------------------ | ---------------- | --------------------- | -------- |
| 2010 Resoconto | 1° Rallye de France - Alsace | Sébastien Loeb     | Daniel Elena     | Citroën C4 WRC        | WRC      |
| 2011 Resoconto | 2° Rallye de France - Alsace | Sébastien Ogier    | Julien Ingrassia | Citroën DS3 WRC       | WRC      |
| 2012 Resoconto | 3° Rallye de France - Alsace | Sébastien Loeb     | Daniel Elena     | Citroën DS3 WRC       | WRC      |
| 2013 Resoconto | 4° Rallye de France - Alsace | Sébastien Ogier    | Julien Ingrassia | Volkswagen Polo R WRC | WRC      |
| 2014 Resoconto | 5° Rallye de France - Alsace | Jari-Matti Latvala | Miikka Anttila   | Volkswagen Polo R WRC | WRC      |